# روز جهانی باد

روز جهانی باد (انگلیسی: Global Wind Day) رویدادی جهانی است که در روز ۱۵ ژوئن در سراسر جهان برگزار می‌شود. این سازمان توسط windeurope (windeurope)و gwec (شورای جهانی انرژی بادی) سازماندهی شده‌است. در این روز انرژی بادی گرامی داشته می‌شود، در چنین روزی در مورد این انرژی اطلاعات مبادله می‌شود و بزرگسالان و بچه‌ها در مورد انرژی باد، قدرت و امکاناتی که برای تغییر دنیا وجود دارد، پی می‌برند.
انجمن ملی انرژی بادی و شرکت‌هایی که در تولید انرژی باد شرکت دارند در بسیاری از کشورهای جهان در زمینه تولید انرژی بادی مشارکت دارند. در سال ۲۰۱۱، رویدادهایی در ۳۰ کشور و ۴ قاره برگزار شدند.